# Cueva del Encajero
El yacimiento de la Cueva del Encajero es una zona con representaciones rupestres de la Edad del Bronce y del Cobre que se encuentra en el término municipal de Quesada, provincia de Jaén, dentro de los límites del parque natural de las Sierras de Cazorla, Segura y las Villas. La cueva del Encajero y los abrigos del cerro Vítar se encuentran en las proximidades.
Forma parte de una serie de cuevas proclamadas Patrimonio de la Humanidad con el nombre de Arte rupestre del arco mediterráneo de la península ibérica. 

## Descripción

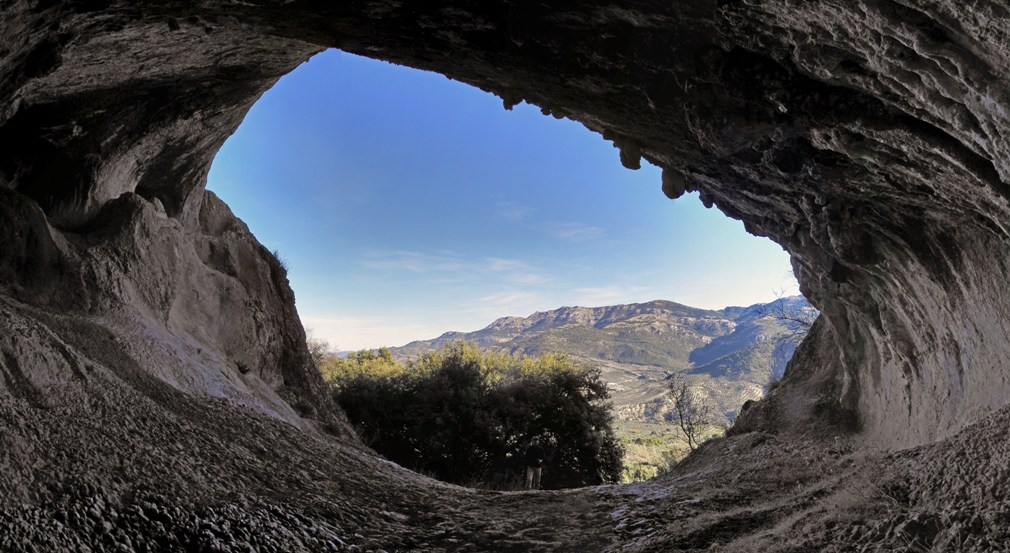
Vista del entorno desde la Cueva del Encajero

Se trata de un abrigo rocoso de gran amplitud orientado hacia el Este, en cuyas laderas de acceso se han hallado fragmentos de cerámica tanto a torno como a mano, todos ellos poco representativos. El abrigo está dividido en varias oquedades. A una altura de 2,50 metros del suelo se encuentran pinturas rupestres esquemáticas, de aspecto levantino, grabados y cazoletas, como un cuadrúpedo seminaturalista y antropomorfo esquemático, pintados en rojo carmín y rojo oscuro y restos. Las figuras están ejecutadas en los ábsides que presentan este abrigo. Los grabados y cazoletas se encuentran en el suelo.
Están en muy mal estado de conservación por las concreciones calcáreas y salinas, siendo reconocible una figura triangular de donde salen rayas paralelas a la superficie entre sí. Realizada en rojo bermellón. A 2 metros de la superficie hay un grabado en forma de espiral de tres vueltas. Los ábsides más grandes y profundos están ennegrecidos por el humo. Las pinturas están muy mal conservadas, y se constatan pérdidas en el soporte de la roca y pátina brillante que afectan a las figuras.

## Historia
El contexto arqueológico en el que se enmarca por los materiales de superficie es el Eneolítico - Argar B.